# ポール・デイ
ポール・デイ（Paul Day、1956年4月19日 - 2025年7月29日?）は、イギリスの歌手。ヘヴィメタルバンド、アイアン・メイデンのオリジナル・メンバー。

## 経歴
- 1975年12月 - スティーヴ・ハリスらと共にアイアン・メイデンを結成し、初代ボーカルを担当。しかし、翌年に「カリスマ性が足りない」との理由で解雇される[1]。
- 1981年 - モアというバンドを結成し[2]、アイアン・メイデンのギタリストだったポール・トッドとデフ・レパードのドラマー、フランク・ヌーンも参加した[3]。
- 1983年 - ワイルドファイアーに加入し、翌年脱退。
- 1985年 - スウィートに加入[4]。
- 1986年 - オーストラリアに移住、様々なバンドのリード・ヴォーカルを務める[5]。
- 2017年12月29日 - スティーヴ・ハリスによってロンドンで42年ぶりにアイアン・メイデンのオリジナル・ラインナップでの顔合わせを果たす(ドラムのロン・マシューズは欠席)[6]。

現在は、ニューサウスウェールズ州ニューカッスルに在住している。
- 癌との闘病の末、2025年7月29日までにオーストラリアの自宅で死去。69歳没[7]。

## ディスコグラフィー

### モア
- ウォーヘッド (1981)
- ブルード&サンダー (1982)
- ファイアー (シングル) (1981)
- ウィー・アー・ザ・バンド (1981)
- トリックスター (1982)

### ワイルドファイアー
- ブルート・フォース・アンド・イグノランス (1983)
- サマー・ライトニング (1983)
- エルサレム (1984)
- ナッシング・ラスツ・フォーエバー (1984)

### クリムゾン・レイク
- クリムゾン・レイク (2011)